# محمد عتيق
محمد يوسف عتيق (مواليد 2 مارس 2001)، هو لاعب كرة قدم إماراتي يجيد اللعب كمدافع مع نادي الجزيرة الإماراتي.

## مسيرة اللاعب
لعب في نادي شباب الأهلي ونادي الجزيرة.